# 表面
表面（ひょうめん、英: surface）は、
- 物体の内部と外部との境界をなす面。
- 表裏がある物体について、表側の面。

## 物性物理学
物性物理学においては、ある相が別の相と接しているとき、その界面を元の相の表面と呼ぶ。
固体と気体の界面を意味することが多いが、他にも、液体と気体、固体と液体、液体と液体、固体と真空などの組合せもある。
一般に物体の表面付近の状態は物体内部の状態と異なっている。例えば物体の表面が物体内部より高いエネルギーを持つと表面張力として観察される。このような性質を記述する表面物理学と呼ばれる分野がある。
表面といえば通常、密でまとまった側を基準とする。たとえば、固体と気体が接している場合、その界面は「固体の表面」とは言うが「気体の表面」とはいわない。水中に油泡がある場合の界面は「油の表面」、油中に水泡がある場合の界面は「水の表面」というのが普通である。
固体の表面は、通常は表側だけから触れることができる。ただし水面のような液体の表面は、表と裏の両方から接触可能である。